# Tamana (Kumamoto)
Tamana (jap. 玉名市, -shi) ist eine japanische Stadt in der Präfektur Kumamoto auf der Insel Kyūshū an der Küste zum ostchinesischem Meer.

## Geographie
Tamana liegt nördlich von Kumamoto und südlich von Fukuoka und Kurume. Die Stadt erstreckt sich entlang des Klasse-1-Flusses Kikuchi, insbesondere der Kikuchi-Ebene (菊池平野, Kikuchi-heiya), der in die Ariake-See mündet. Die Küste ist maßgeblich durch diverse Landgewinnungsmaßnahmen geprägt.

## Geschichte
Tamana wurde am 1. April 1954 gegründet.

## Verkehr
- Straße:
  - Nationalstraßen 208, 501
- Zug:
  - JR Kagoshima-Hauptlinie: nach Kagoshima oder Kokura

## Söhne und Töchter der Stadt
- Ōasa Yūji (1887–1974), Kendōka
- Togawa Shūkotsu (1871 (damals noch Iwasaki)–1939), Literaturkritiker, Anglist, Essayist

## Weblinks

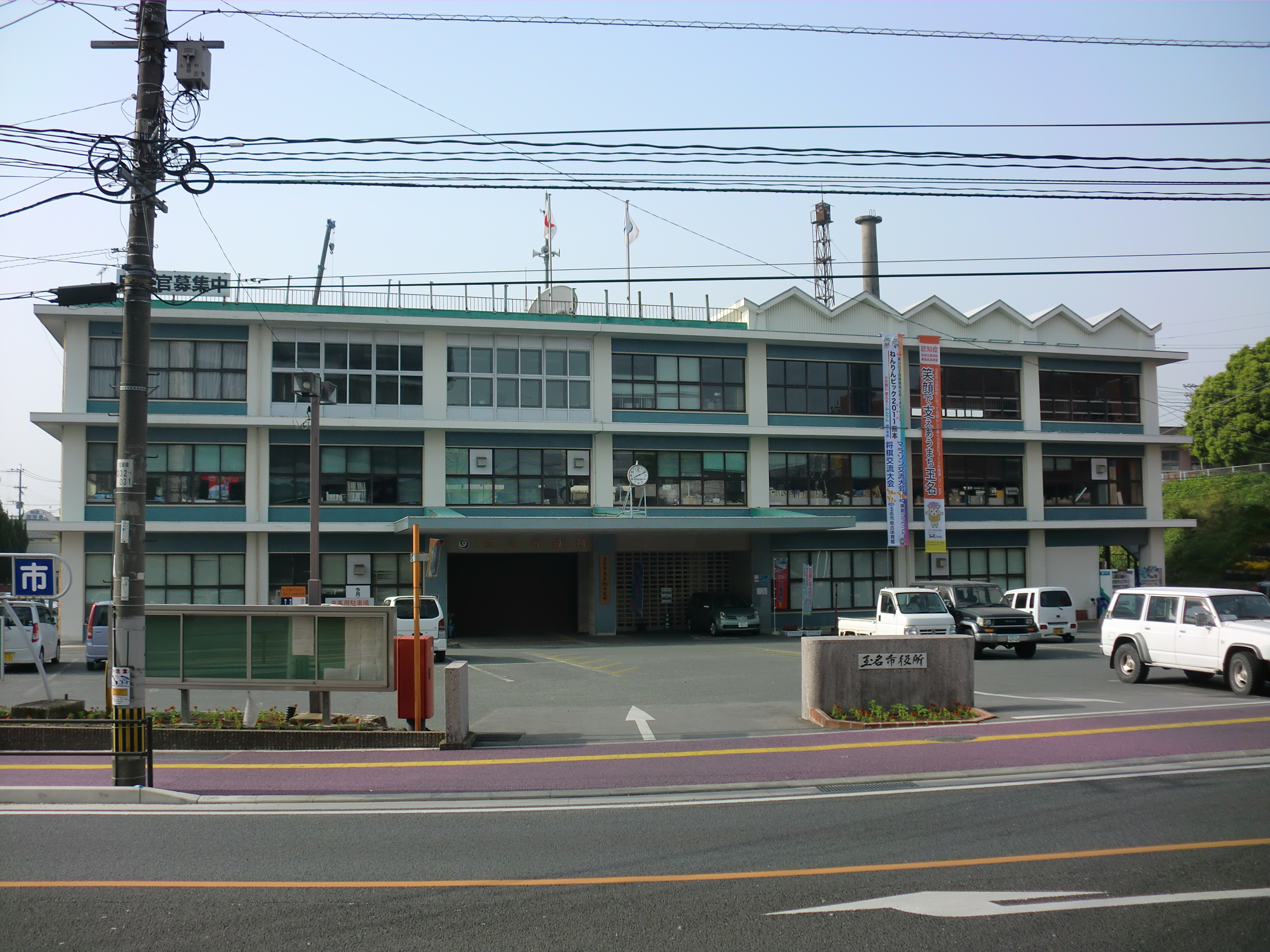
Rathaus von Tamana

## Angrenzende Städte und Gemeinden
- Kumamoto
- Arao
- Nagomi
- Nagasu
- Gyokutō
- Nankan